# Архиепархия Сан-Фернандо

Провинция Пампанга (выделено красным)

Архиепархия Сан-Фернандо (лат. Archidioecesis Sancti Ferdinandi) — архиепархия Римско-Католической церкви с центром в городе Сан-Фернандо, Филиппины. Архиепархия Сан-Фернандо распространяет свою юрисдикцию на провинцию Пампанга. В митрополию Саг-Фернандо входят епархии Баланги, Ибы, Тарлака. Кафедральным собором архиепархии Сан-Фернандо является церковь святого Фернандо.

## История
11 декабря 1948 года Римский папа Пий XII издал буллу Probe noscitur, которой учредил епархию Сан-Фернандо, выделив её из архиепархии Манилы. В этот же день епархия Сан-Фернандо вошла в митрополию Манилы.
2 июня 1955 года и 16 февраля 1963 года епархия Сан-Фернандо передала часть своей территории для возведения новых территориальной прелатуре Ибы (сегодня — Епархия Ибы), епархиям Кабанатуана и Тарлака.
17 марта 1975 года епархия Сан-Фернандо передала часть своей территории новой епархии Баланги. В этот же день Римский папа Павел VI выпустил буллу Aptam Ecclesiarum, которой возвёл епархию Сан-Фернандо в ранг архиепархии.

## Ординарии архиепархии
- епископ Cesare Marie Guerrero (14.05.1949 — 14.03.1957);
- епископ Emilio Cinense y Abera (15.03.1957 — 5.05.1978);
- епископ Oscar V. Cruz (22.05.1978 — 24.10.1988);
- епископ Paciano Basilio Aniceto (31.01.1989 — 25.07.2014);
- епископ Florentino Galang Lavarias (с 25 июля 2014 года).

## Источник
- Annuario Pontificio, Ватикан, 2007
- Булла Aptam Ecclesiarum Архивная копия от 3 марта 2016 на Wayback Machine, AAS 67 (1975), стр. 243  (лат.)